# Wroxeter (Engeland)
Wroxeter (uitgesproken als "rokseter") is een dorp in het graafschap Shropshire in het westen van Engeland, niet ver van de grens met Wales. Wroxeter ligt in het district Shrewsbury and Atcham, tussen Shrewsbury en Telford. Het dorp ligt aan de Severn, de langste rivier van het Verenigd Koninkrijk. Ten oosten van Wroxeter ligt The Wrekin, een bekende heuvel van 407 meter.
Wroxeter ligt op de plek van een Romeinse nederzetting, Viroconium of voluit Viroconium Cornoviorum geheten.
Van de Romeinse nederzetting zijn nog veel overblijfselen net buiten het dorp, waaronder een goed bewaard badhuis uit de 2e eeuw. Er is ook een klein museum.
Na het vertrek van de Romeinen in 410 stond de plaats bekend onder de Oud-Keltische naam Cair Urnarc of Cair Guricon. Het was mogelijk de hoofdplaats van het middeleeuwse Koninkrijk Powys. De plaats wordt genoemd als een van de vele mogelijke locaties van Camelot, het legendarische kasteel van Koning Arthur.

## Afbeeldingen

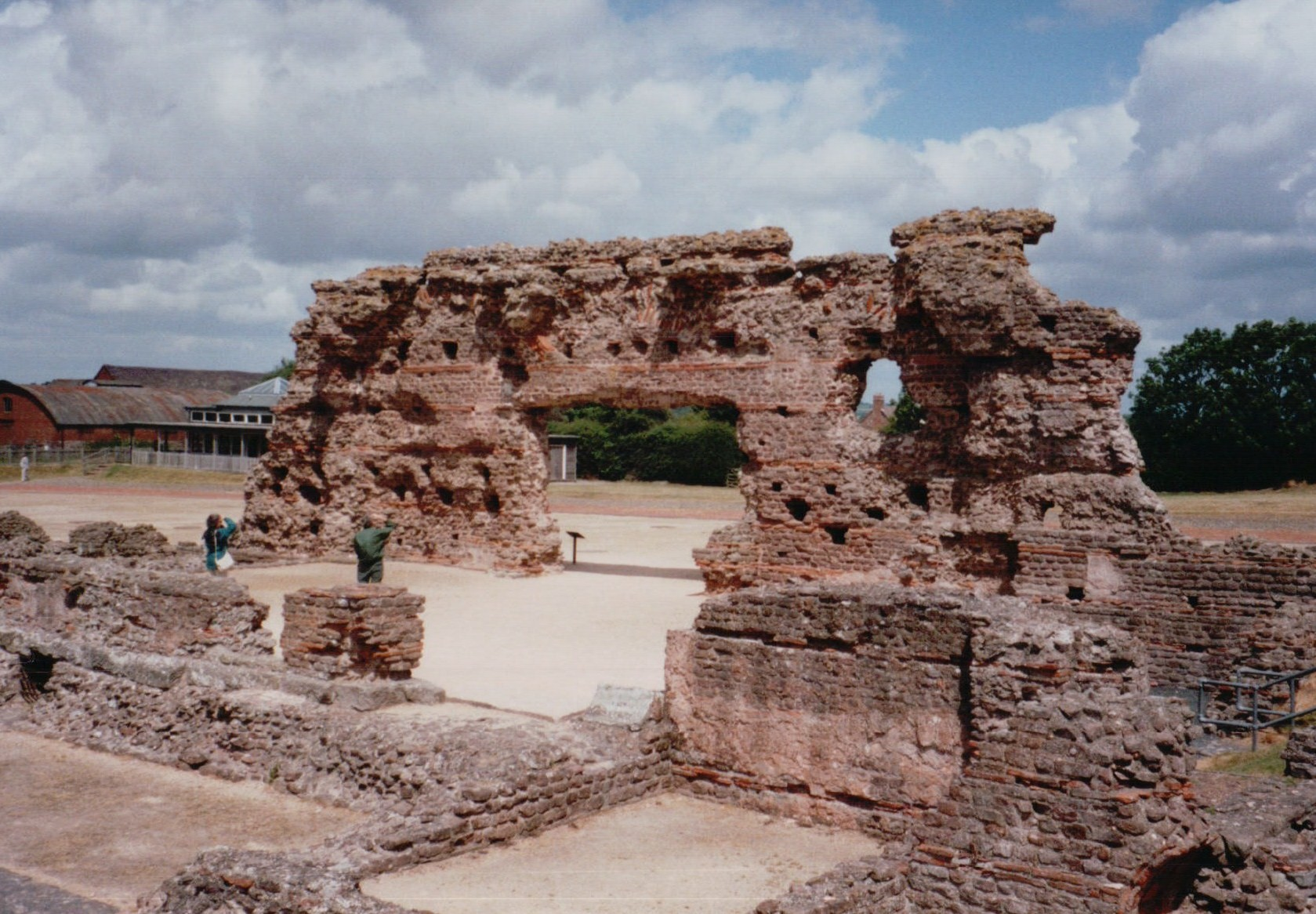
Overblijfselen van het Romeinse badhuis
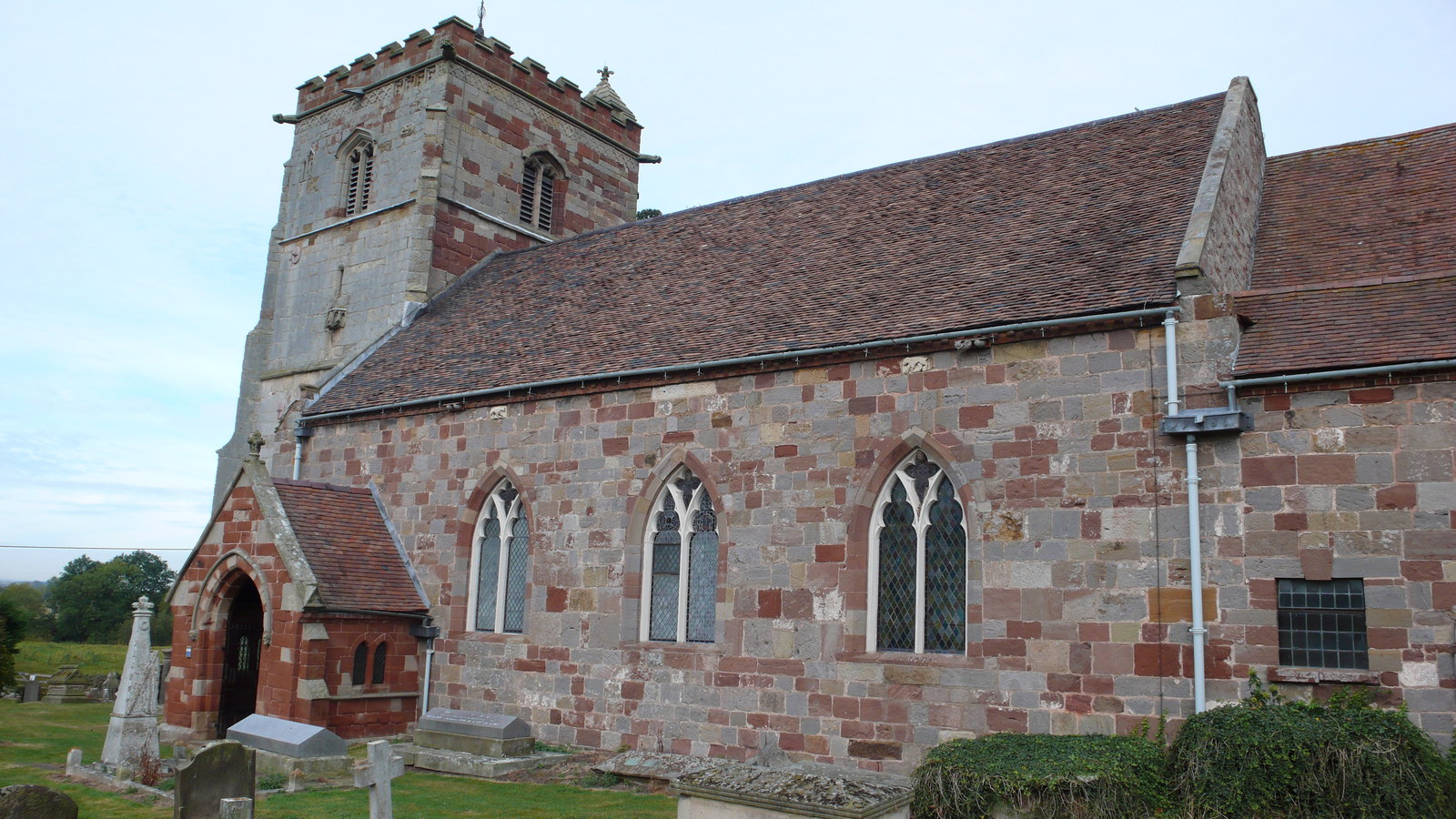
St. Andrew's Church